# Hexosamine
Une hexosamine est une osamine résultant de la substitution d'un groupe amine à un groupe hydroxyle sur un hexose, comme :
|                                                                                   |  |  |
| L'α-D-glucosamine (à gauche) dérive structurellement de l'α-D-glucose (à droite). |  |  |

- la glucosamine, dérivée du glucose,
- la galactosamine, dérivée du galactose,
- la fructosamine, dérivée du fructose,
- la mannosamine, dérivée du mannose,
- etc.